# Constitutioneel hof

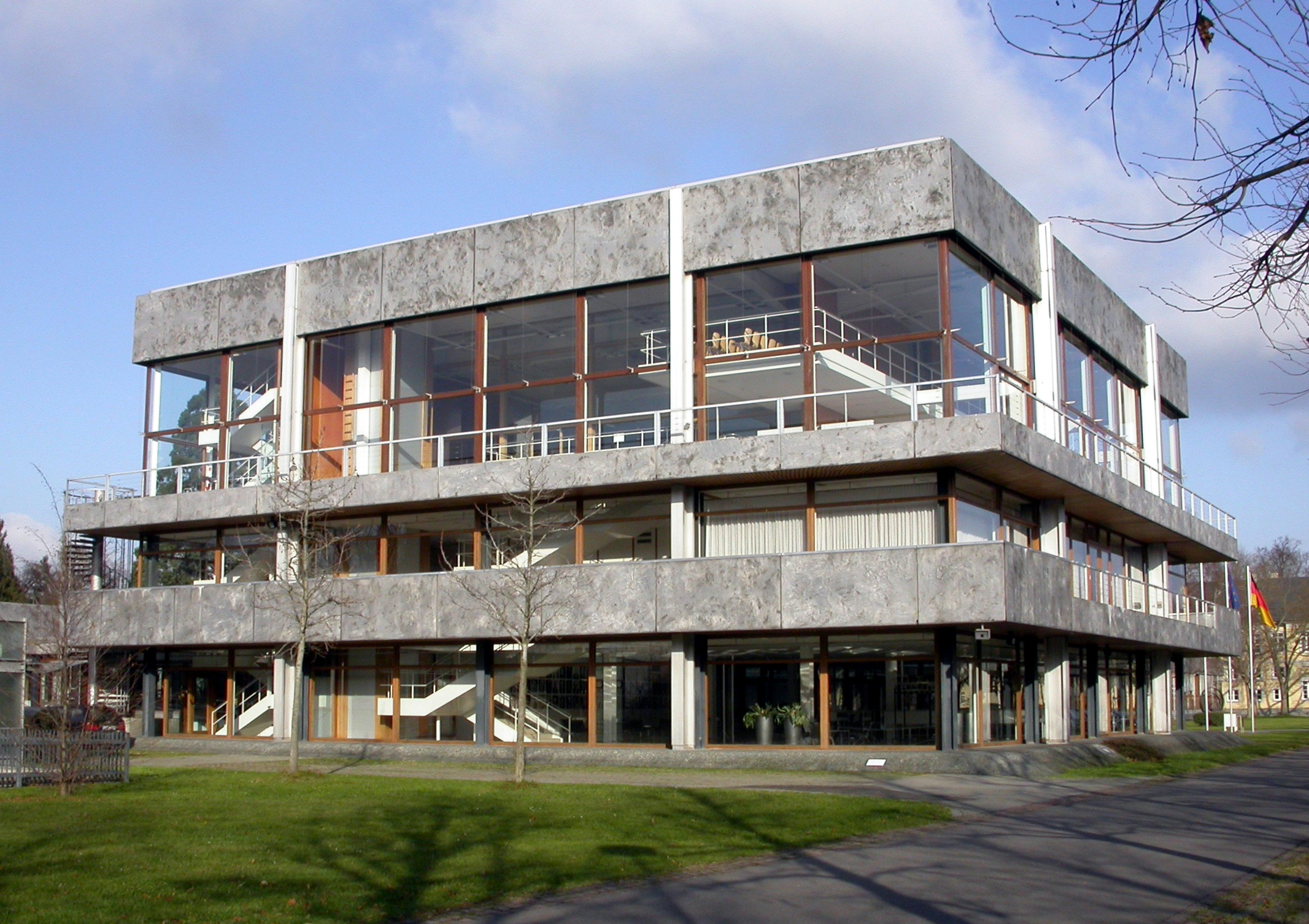
Het gebouw van het Duitse constitutionele hof, het Bundesverfassungsgericht

Een constitutioneel of grondwettelijk hof is een centraal rechtscollege dat uitspraken doet over de grondwettelijkheid van de wetten of andere wetskrachtige normen en verdragen. In het algemeen toetst een constitutioneel hof of een regel niet in strijd is met de fundamentele rechten en vrijheden of met het gelijkheidsbeginsel zoals die in de Grondwet zijn vastgelegd. Het hof treedt niet op als hoogste rechtbank in laatste instantie bij particuliere geschillen, dit in tegenstelling tot andere rechtsprekende organen zoals de Hoge Raad der Nederlanden in Nederland, of het Hof van Cassatie in België.
In sommige landen, zoals in België en in Duitsland, heeft het hof ook de bevoegdheid om conflicten tussen de wetgevingen van verschillende deelstaten te beslissen. In andere landen beslist het hof ook over het correct verloop van verkiezingen en referenda of over de rechtsgeldigheid van hoge mandaten zoals die van de president of een parlementslid.
In België werd omwille van de staatshervorming in 1980 het Arbitragehof opgericht en geïnstalleerd in 1984, later omgevormd tot Grondwettelijk Hof.  In de Verenigde Staten trok het Hooggerechtshof in 1803 de bevoegdheid om de wet te toetsen aan de Grondwet naar zich toe.
Enkele grondwettelijke hoven:
- België: Grondwettelijk Hof
- Duitsland: Bundesverfassungsgericht
- Frankrijk: Conseil constitutionnel
- Italië: Corte costituzionale
- Oostenrijk: Verfassungsgerichtshof
- Sint Maarten: Constitutioneel Hof
- Spanje: Tribunal Constitucional
- Roemenië: Curtea Constituţională a României
- Suriname: Constitutioneel Hof

## Nederland
Nederland beschikt niet over een constitutioneel hof, en artikel 120 van de Nederlandse Grondwet verbiedt bovendien aan de rechter om de wet te toetsen aan de Grondwet. 
Van 2004 tot 2018 werd het Wetsvoorstel-Halsema constitutionele toetsing behandeld, wat in eerste instantie bij simpele meerderheden werd aangenomen in de Tweede en Eerste Kamer, maar nooit een tweederdemeerderheid haalde die nodig was om artikel 120 te wijzigen. Het wetsvoorstel werd uiteindelijk ingetrokken en vervallen verklaard.
De Staatscommissie parlementair stelsel heeft een advies uitgebracht o.a. over een Nederlands Constitutioneel Hof. 
Anno 2023 zijn de politieke partijen BBB, JA21, Nieuw Sociaal Contract en Volt Nederland voor een grondwettelijk hof.

### Vroegere koloniën en landen van Koninkrijk der Nederlanden
De landen die vroeger bij Nederland waren behoord zijn Indonesië en Suriname. Sinds 2001 heeft Indonesië constitutioneel hof opgericht. Sinds onafhankelijkheid heeft Suriname constitutioneel hof in grondwet gezet. Dit artikel werd pas in 2019 in werking getreden. Binnen het Koninkrijk der Nederlanden kent alleen Sint Maarten een constitutioneel hof. 